# Kitim (ort i Jordanien)
Kitim är en ort i Jordanien.   Den ligger i guvernementet Irbid, i den norra delen av landet, 50 km norr om huvudstaden Amman. Kitim ligger 791 meter över havet och antalet invånare är 5 292.
Terrängen runt Kitim är kuperad västerut, men österut är den platt. Runt Kitim är det tätbefolkat, med 369 invånare per kvadratkilometer. Närmaste större samhälle är Irbid, 13,6 km norr om Kitim. Trakten runt Kitim består till största delen av jordbruksmark.